# سيغفريد فاغنر
سيغفريد فاغنر (بالألمانية: Siegfried Wagner)‏
(1869 – 1930 م) هو ملحن، وموزع (موسيقى)، وكاتب، من ألمانيا، توفي في بايرويت، عن عمر يناهز 61 عاماً، بسبب نوبة قلبية.

## روابط خارجية
- سيغفريد فاغنر على موقع ميوزك برينز (الإنجليزية)
- سيغفريد فاغنر على موقع ديسكوغز (الإنجليزية)